# Kostel svatého Šimona a Judy (Łodygowice)
Kostel svatého Šimona a svatého Judy Tadeáše je historický farní kostel farnosti Svatých apoštolů Šimona a Judy Tadeáše v Łodygowicích v okrese Žywiec. Kostel je součástí hlavní trasy Stezky dřevěné architektury ve Slezském vojvodství.

## Historie
V místě kapličky sv. biskupa Stanisława ze 13. století byl postaven v letech 1634–1636 dřevěný kostel a v také zasvěcen patronům sv. Šimonu a sv. Judovi Tadeášovi. V roce 1644 byla postavena vedle kostela zvonice. V roce 1687 na náklady Jakuba Świerczka z Rybarzowic bylo zvětšeno a vymalováno kněžiště. V letech 1748–1799 byla zvětšena loď a přistavěny boční kaple. V roce 1797 byla přestavěna věž zvonice. Dřevěný kostel svatého Šimona a svatého Judy Tadeáše je uveden v registru památek v Polsku.

## Architektura
Kostel sv. Šimona a Judy Tadeáše stojí na vyvýšenině a má roubenou konstrukci z modřínového dřeva. Roubená konstrukce, v horní části sloupová, je opatřená bedněním. Je příkladem dřevěných vesnických kostelů roubeno-sloupových konstrukcí v slezsko-malopolském stylu. Jednolodní orientovaný kostel s obdélníkovým půdorysem lodi je ukončen polygonálním kněžištěm. Ze severní strany ke kněžišti přiléhá patrová sakristie, na východní straně se nachází polygonální kaple – Getsemanská zahrada s postavou Ježíše trpitele. K západní části lodi byla přistavěna dřevěná věž (1697). Půdorys věže obdélníkový, spodní část roubené, horní sloupové konstrukce, zvonové patro v dolní části zdobené vyřezaným lambrekýnem zastřešené cibulovou bání s lucernou. Sanktusník  byl postaven na křížení střech a je tvořen lucernou zakončenou cibulovou bání. Střechy jsou kryté šindelem mimo bání sanktusníku a báně zvonového patra, které jsou kryté plechem. Kolem kostela jsou kryté soboty (původně byly otevřené), v západní části je postavena kruchta. Ke kostelu vede 130 schodů, které byly vybudované v roce 1845.

### Interiér
Strop lodi je valbový. K hlavní lodi byly v letech 1748–1799 přistavěny boční kaple. Na evangelijní straně je kaple s barokním oltářem sv. Františka z Assisi. Na epištolní straně je kaple s barokním oltářem Panny Marie Růžencové. V interiéru se nachází historický bílý ornát z 16. století, barokní kamenná křtitelnice, barokní obrazy a osm oltářů:
- Hlavní oltář s obrazem patronů je rokokový z konce 18. století

- Ježíš dítě a Nejsvětější Srdce Ježíšovo je v novogotickém slohu z roku 1914
- barokní oltáře jsou sv. Josefa, sv. Antonína a Panny Marie Čenstochovské a oltáře bočních kaplí.

Polychromovaná výzdoba je z roku 1929.

## Galerie

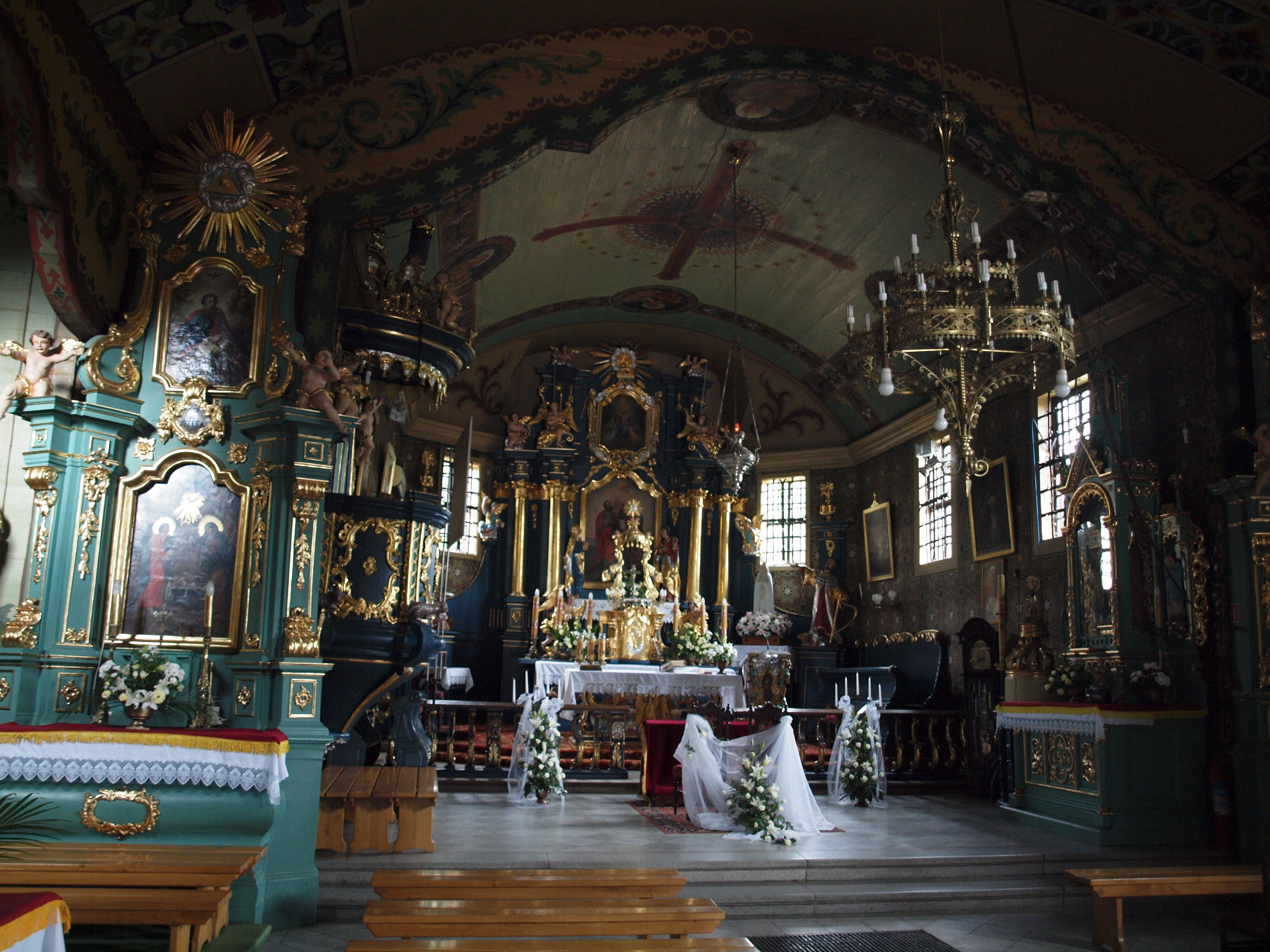
Kněžiště
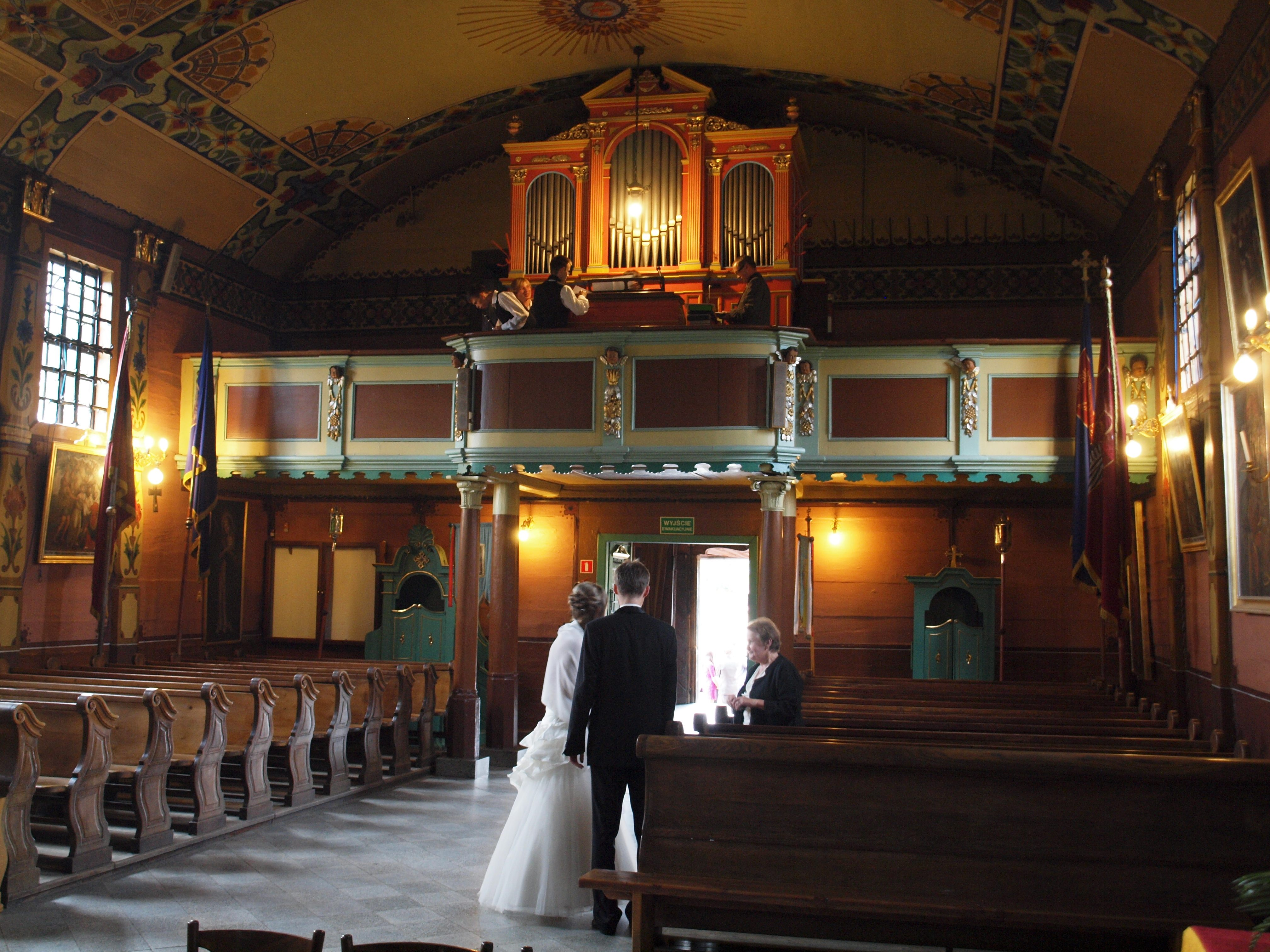
Hudební kruchta
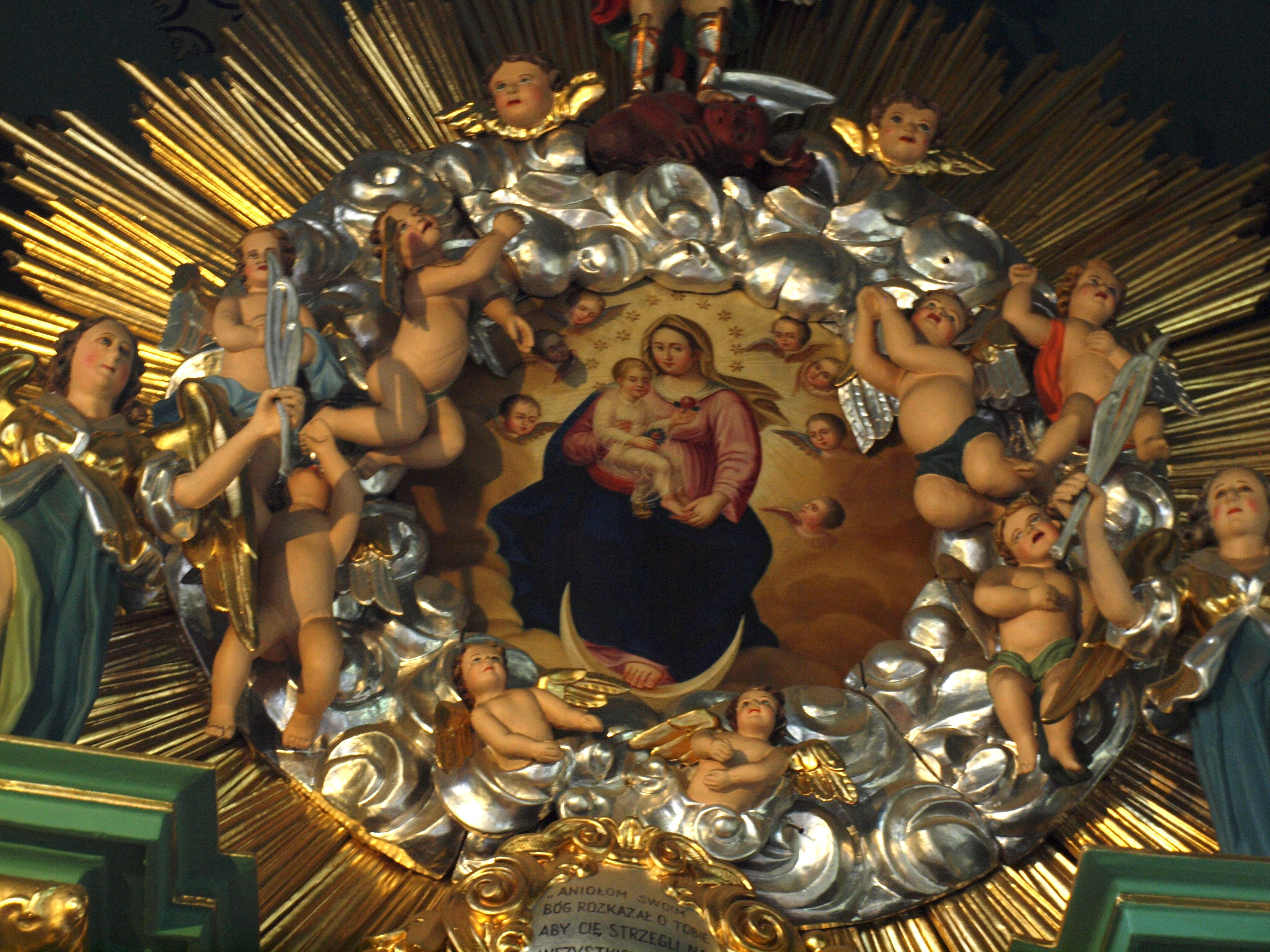
Obraz na hlavním oltáři
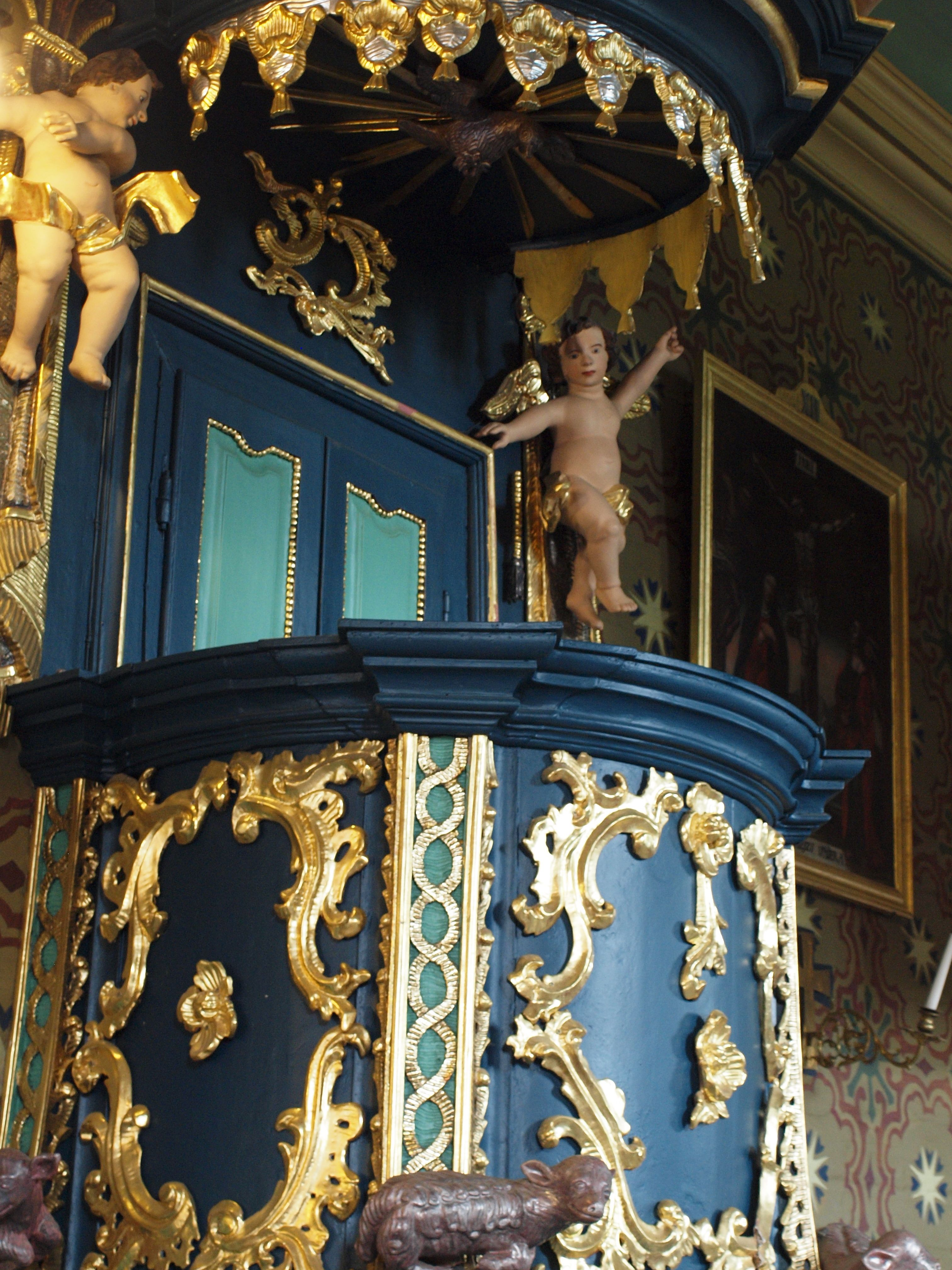
Kazatelna
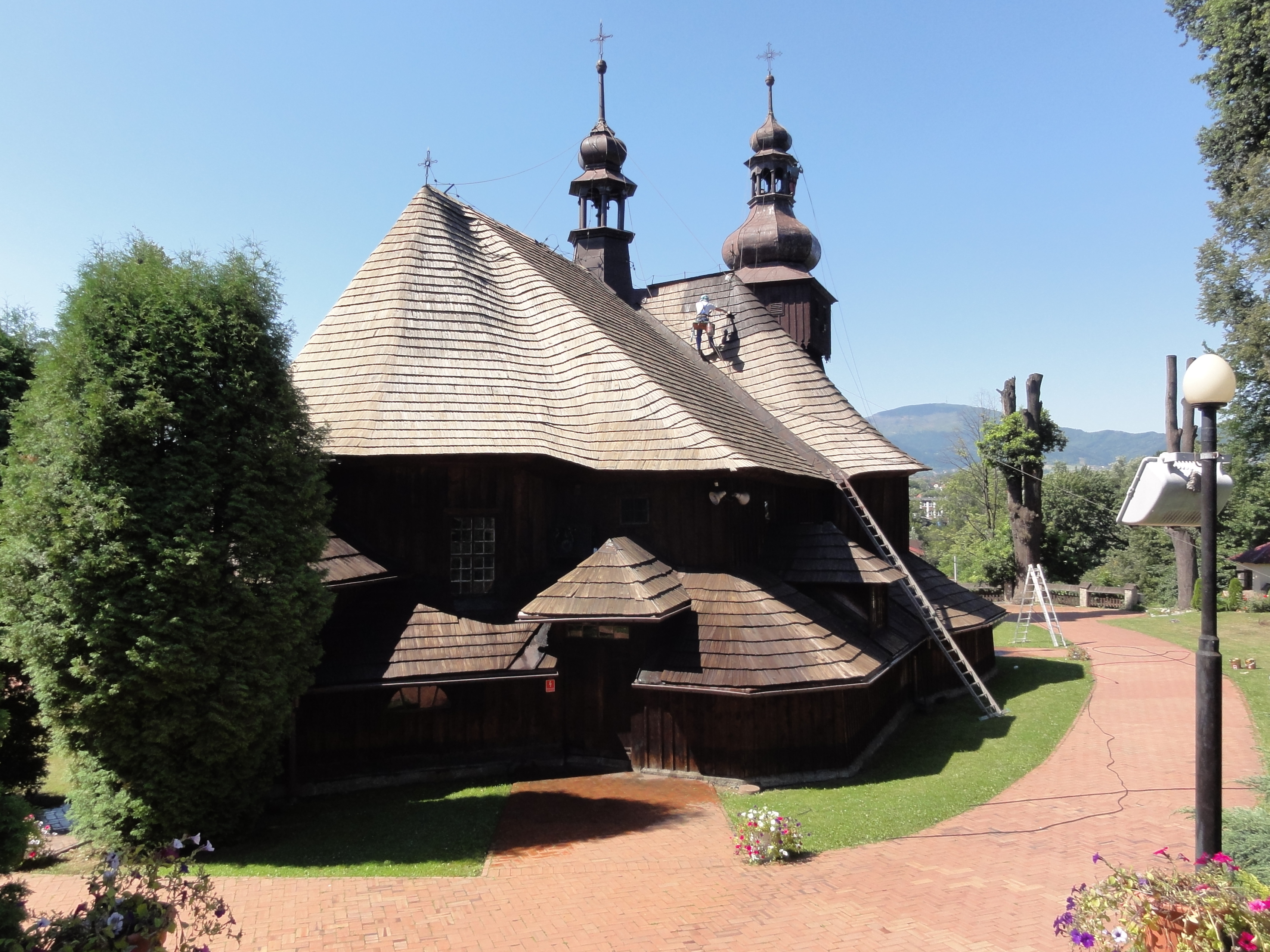
kostel
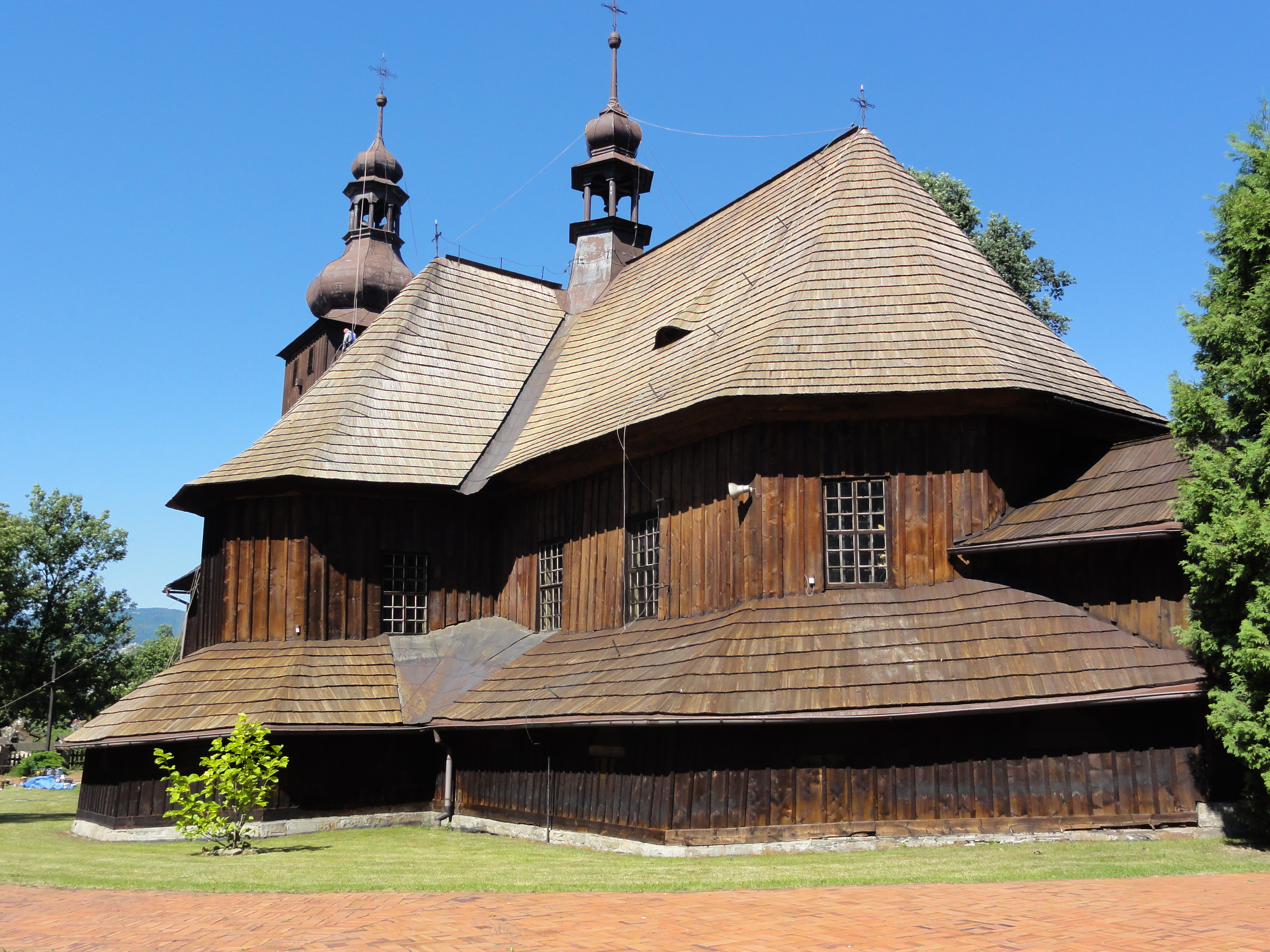
Kostel s krytými sobotami